# Bundesrechnungshof

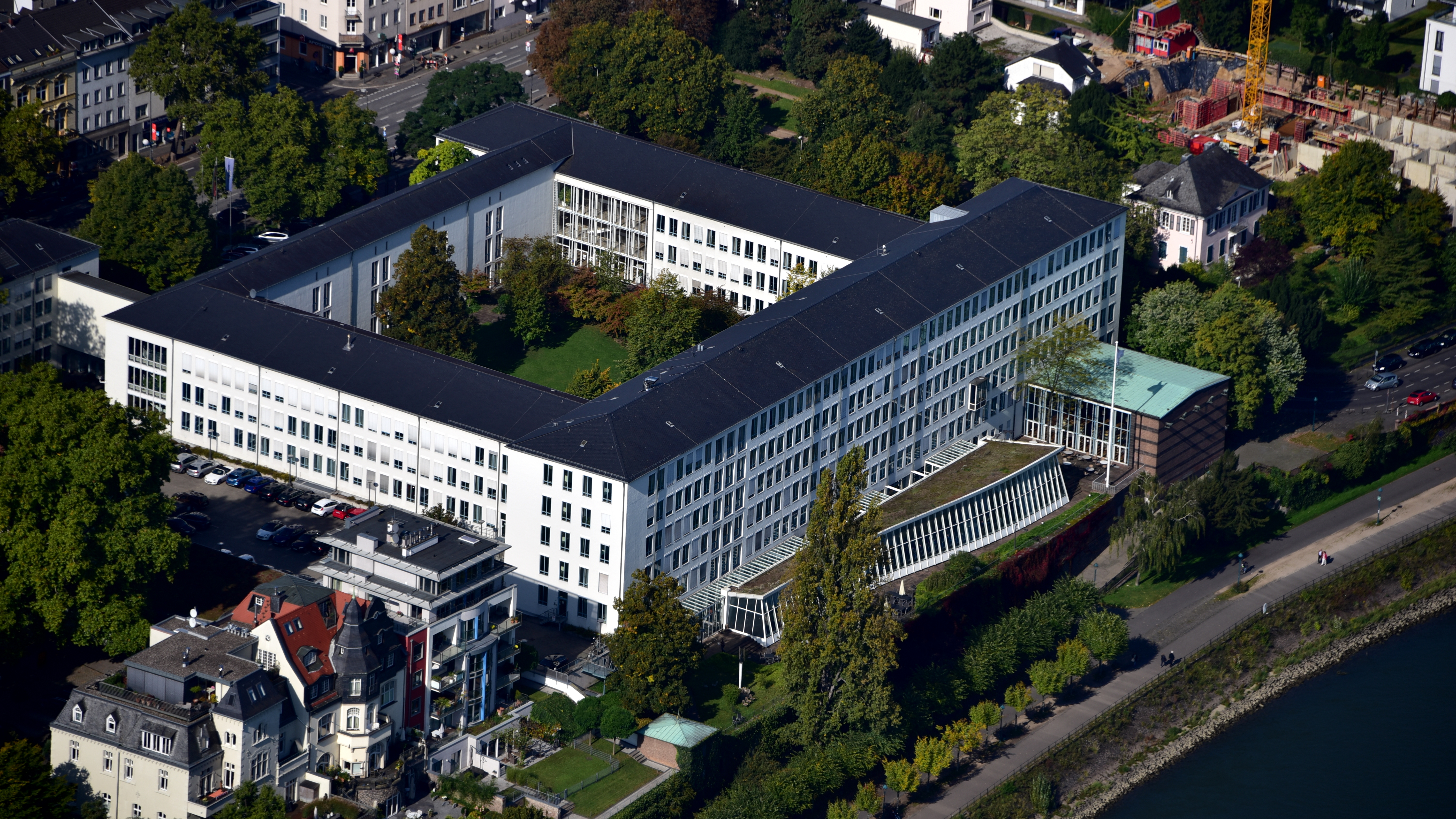
Bundesrechnungshof, Luftaufnahme (2017)

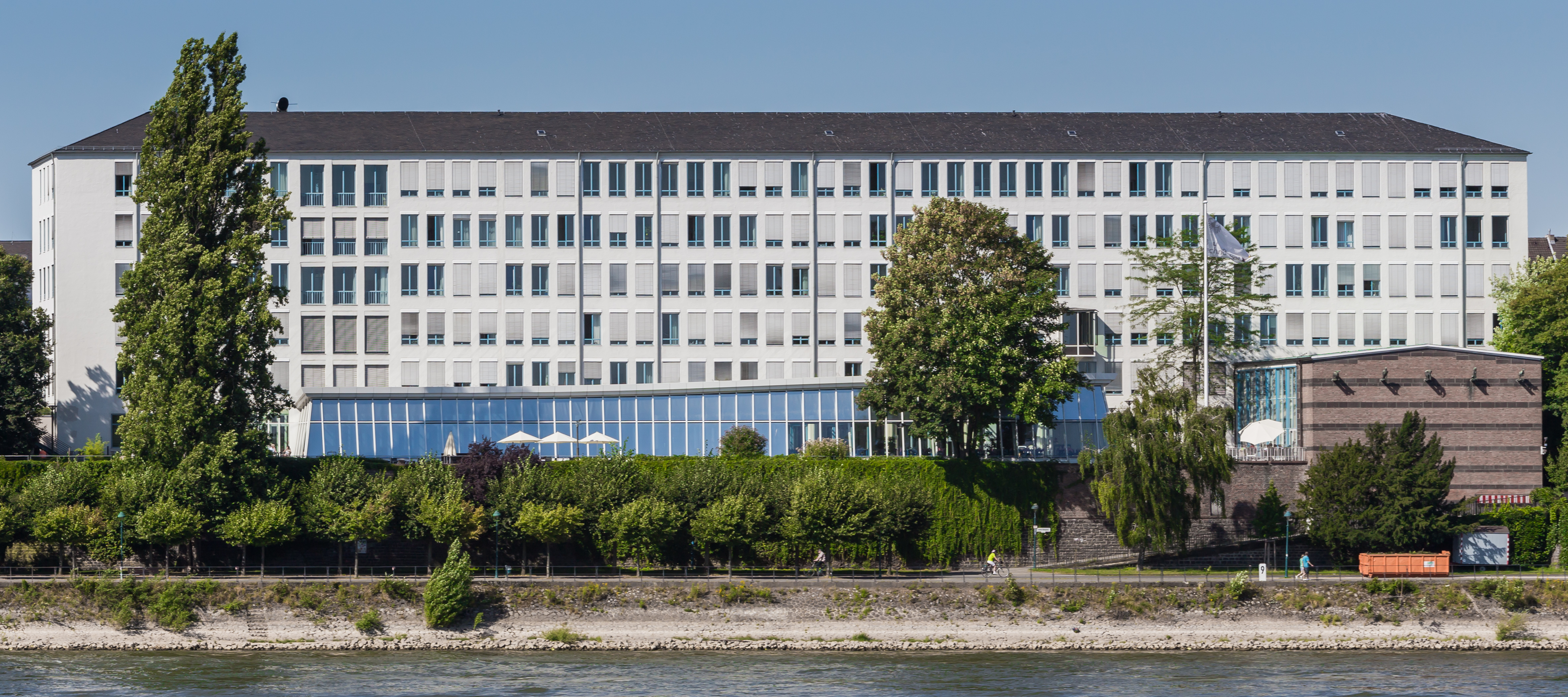
Gebäude des Bundesrechnungshofes in Bonn, ehemals Postministerium und Auswärtiges Amt

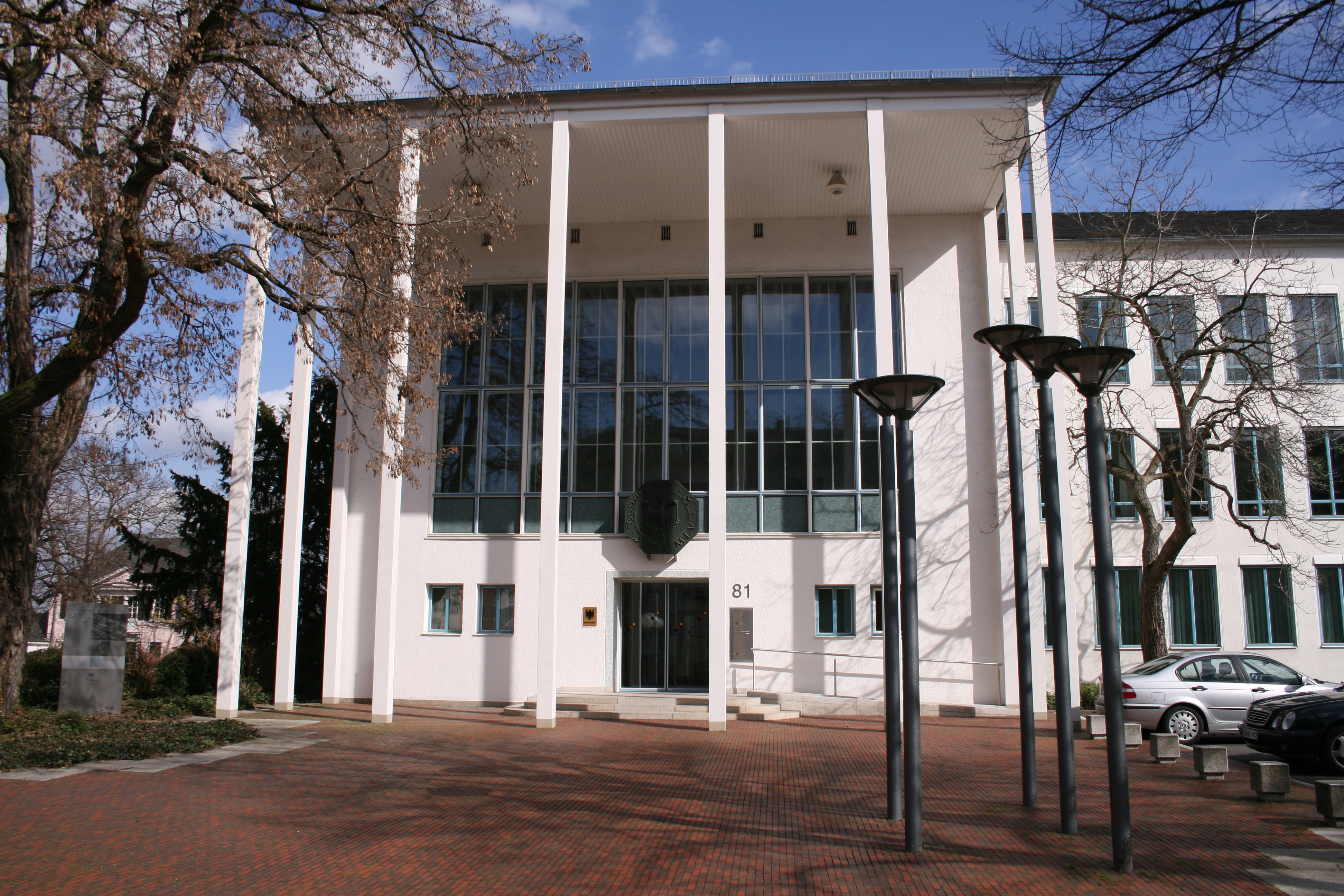
Eingang des Bundesrechnungshofs (Adenauerallee 81 in Bonn)

Der Bundesrechnungshof (BRH) ist eine oberste Bundesbehörde und als unabhängiges Organ der Finanzkontrolle nur dem Gesetz unterworfen (§ 1 S. 1 BRHG). Er  prüft die Rechnung sowie die Wirtschaftlichkeit und Ordnungsmäßigkeit der Haushalts- und Wirtschaftsführung des Bundes (Art. 114 GG). Im Rahmen seiner gesetzlichen Aufgaben unterstützt der Bundesrechnungshof den Deutschen Bundestag, den Bundesrat und die Bundesregierung bei ihren Entscheidungen (§ 1 S. 2 BRHG) und berät diese.
Mit dem Berlin/Bonn-Gesetz ist der Sitz des Bundesrechnungshofes im Jahr 2000 von Frankfurt am Main in das Bundesviertel der Bundesstadt Bonn verlegt worden.
Die Länder haben eigene Landesrechnungshöfe.

## Geschichte
Der wohl erste Vorläufer eines Rechnungshofs in Deutschland war die „Preußische Oberrechnungskammer“. Sie war im Jahr 1714 von König Friedrich Wilhelm I. als „General-Rechen-Kammer“ gegründet, im Jahr 1723 in eine „Ober-Kriegs- und Domänen-Rechenkammer“ umgewandelt worden und bestand bis 1945 fort. Im Jahr 1868 wurde sie zugleich „Rechnungshof des Norddeutschen Bundes“, im Jahr 1871 zugleich Rechnungshof des Deutschen Reiches. Nach dem Krieg wurde 1948 zunächst ein „Rechnungshof im Vereinigten Wirtschaftsgebiet“, 1950 dann der Bundesrechnungshof errichtet.

## Stellung
Die genaue Einordnung von Rechnungshöfen in das klassische System der Gewaltenteilung ist umstritten. In der Rechts- und Staatswissenschaft werden hierzu „alle denkbaren Einordnungen, nämlich als Teil der Legislative, der Exekutive, der Judikative sowie als vierte Gewalt oder Institution sui generis vertreten.“
Der Bundesrechnungshof ist nicht der Bundesregierung unterstellt. Auch die Legislative (Parlament) kann ihm keine Weisungen erteilen, sondern ihn allenfalls bitten, bestimmte Sachverhalte zu prüfen. Von der dritten Gewalt, der Judikative (Gerichtsbarkeit), unterscheidet den Bundesrechnungshof, dass er sich zum einen seinen Prüfungsstoff frei wählt und dass er zum anderen Verstöße gegen geltendes Recht oder mangelnde Sparsamkeit und Wirtschaftlichkeit beanstandet, jedoch keine verbindlichen Urteile fällt.
Im Ergebnis unterscheidet er sich in seinen Aufträgen und seinem Wirken wesentlich von den klassischen drei Gewalten. Eine Einordnung als „vierte Gewalt“ erscheint jedoch schwierig, da das Grundgesetz in Art. 20 Abs. 3 explizit von einer Dreiteilung der Staatsgewalt ausgeht. Die deutschen Rechnungshöfe werden heute daher überwiegend in einer „Sonderstellung zwischen den Gewalten“ (von Exekutive und Legislative) gesehen.
Der Bundesrechnungshof untersteht keiner Aufsicht, weder in seiner Prüfungstätigkeit noch in seiner Verwaltung. Im Bundeshaushaltsplan hat er einen eigenen Einzelplan. Er besitzt Geschäftsordnungsautonomie und ist im Organstreitverfahren nach Art. 94 Abs. 1 Nr. 1 GG parteifähig. Diese Privilegien werden regelmäßig nur obersten Bundesorganen zuteil, zu denen er überwiegend gezählt wird. Seine Einordnung als Verfassungsorgan wird in der Regel mit Hinweis auf den fehlenden gestaltenden Einfluss auf das Verfassungsleben bzw. die Staatsleitung abgelehnt.

## Aufgaben und Tätigkeiten
Der Bundesrechnungshof prüft die Haushalts- und Wirtschaftsführung des Bundes. Seine Kernaufgaben bestehen aus Prüfen, Berichten und Beraten. Hierbei richtet er sich nach den Maßgaben der Bundeshaushaltsordnung (§ 88 Abs. 1 BHO) und der Prüfungsordnung des Bundesrechnungshofes (PO-BRH). Seine Tätigkeit zielt darauf ab, die Rechtmäßigkeit und Wirtschaftlichkeit des Handelns der Verwaltung zu sichern, ihre Leistungsfähigkeit zu verbessern und Fehlentwicklungen zu vermeiden (§ 3 Abs. 1 PO-BRH). Der Bundesrechnungshof fasst seine Feststellungen in Prüfungsmitteilungen (§§ 31, 35 PO-BRH) oder Berichten (§ 88 Abs. 2 BHO) zusammen, die er grundsätzlich an die geprüften Stellen, die Bundesregierung oder das Parlament richtet. Geprüfte Stelle können neben Behörden des Bundes unter anderem auch die Sozialversicherungsträger, also die gesetzliche Unfall- und Krankenversicherung, die gesetzliche Rentenversicherung, aber auch die Bundesagentur für Arbeit, sein. Bei seinen Prüfungen beanstandet er Verstöße gegen geltendes Recht oder mangelnde Sparsamkeit und Wirtschaftlichkeit. Der Bundesrechnungshof kritisiert aber nicht nur, er macht auch Vorschläge, wie diese Mängel beseitigt werden könnten (§ 3 Abs. 2 PO-BRH). Eine Weisungsbefugnis, die beanstandeten Mängel abzustellen, hat er gegenüber den geprüften Stellen jedoch nicht, wenngleich seinen Feststellungen große faktische und politische Bedeutung zukommt. 
Über ausgewählte Prüfungsergebnisse berichtet er dem Bundestag, dem Bundesrat und der Bundesregierung in einem Jahresbericht, den „Bemerkungen“ (siehe unten). Zudem berät der Bundesrechnungshof auf der Grundlage seiner Prüfungserkenntnisse das Parlament und die Regierung (vgl. § 88 Abs. 2 BHO). Hierbei zeigt sich die Doppelrolle der Parlamentarier, die die Regierungsmehrheit im Parlament stellen: Als Wächter über das Budgetrecht des Parlaments müssten die Abgeordneten streng und kritisch die Mittelverwendung prüfen und den Hof zu möglichst intensiven Prüfungen veranlassen. In ihrem Selbstverständnis als Träger der Regierungsmehrheit werden die Abgeordneten scharfe Kritik an "ihrer" Regierung sich nicht wünschen. Dieses strukturelle Problem hat bisher keine Lösungsansätze gefunden. Vielfach wird das Dilemma durch die Mitarbeiter in den Höfen dahingehend gelöst, dass "politische" Themen gemieden werden.
Der Bundesrechnungshof ist bei der Auswahl seiner Prüfungsthemen frei. Er wählt seine Prüfungen so aus, dass er einen möglichst großen Überblick über das Verwaltungshandeln erhält und prüfungsfreie Räume vermieden werden. Dabei greift er auch Themen auf, die für das Parlament und die Regierung wichtig sein können (§ 16 Abs. 1 PO-BRH). Beratungs- und Prüfbitten aus dem parlamentarischen Raum berücksichtigt er bei seinen Planungen (§ 16 Abs. 3 PO-BRH). Auf aktuelle Entwicklungen reagiert der Bundesrechnungshof flexibel, wie beispielsweise seine Prüfungen im Zusammenhang mit der Corona-Pandemie oder der Verschuldung des Bundes zeigen.
Wo die Grenzen des Mandats des Bundesrechnungshofes liegen, ist immer wieder umstritten. Anlässlich des Sonderberichts "Umsetzung der Energiewende im Hinblick auf die Versorgungssicherheit, Bezahlbarkeit und Umweltverträglichkeit der Stromversorgung" wurde diskutiert, wie "politisch" die Untersuchungen sein dürfen. In einem Artikel der Süddeutschen Zeitung kommen verschiedene Stimmen zu Wort. Zwischen "technisch Prüfendem" und "politisch Wertendem" scheint der Korridor zu liegen.
Der Präsident des Bundesrechnungshofs ist aktuell zugleich Bundesbeauftragter für Wirtschaftlichkeit in der Verwaltung (BWV).

## Organisation

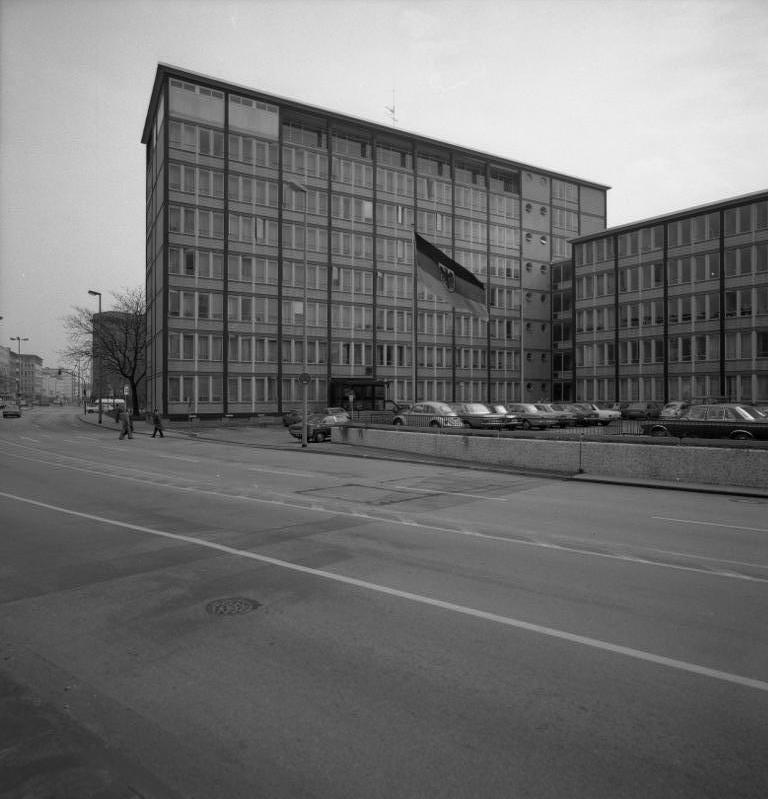
Ehemaliges Gebäude des Bundesrechnungshofs in Frankfurt am Main 1977

Der Bundesrechnungshof hat seinen Hauptsitz in Bonn. Seine zehn Abteilungen gliedern sich in neun Prüfungsabteilungen mit 48 Prüfungsgebieten und eine Präsidialabteilung für Verwaltungsaufgaben. Hinzu kommt eine Einheit WFP. Diese unterstützt Präsident Scheller in seiner Eigenschaft als External Auditor bei dem Mandat zur Prüfung des Welternährungsprogramms (World Food Programme, WFP) der UN. Dieses Mandat hat der Bundesrechnungshof seit dem 1. Juli 2022 für sechs Jahre inne. Im Bundesrechnungshof sind rund 1050 Mitarbeiter – zum größten Teil Prüfungsbeamte – beschäftigt.
Entscheidungen im Prüfbereich des Bundesrechnungshofes treffen kollegial die als Mitglieder des Bundesrechnungshofes bezeichneten leitenden Beamten. Das sind der Präsident und der Vizepräsident und die Leiterinnen und Leiter der Prüfungsabteilungen und der Prüfungsgebiete. Im Regelfall entscheidet das zuständige Zweierkollegium (Abteilungsleitung und Prüfungsgebietsleitung). In bestimmten Fällen treten der Präsident oder der Vizepräsident hinzu (Dreierkollegium). Entscheidungen im Zweier- und Dreierkollegium kommen nur einstimmig zustande. Dem Großen Senat des Bundesrechnungshofes sind u. a. Entscheidungen in abteilungsübergreifenden oder besonders bedeutenden Angelegenheiten – wie der Verabschiedung der Jahresberichte (die sogenannten Bemerkungen) – vorbehalten. Der Große Senat entscheidet mit Stimmenmehrheit. Weitere Kollegialorgane sind der Ständige Ausschuss des Großen Senats und die (Abteilungs-)Senate.
Die Mitglieder des Bundesrechnungshofes sind richterlich unabhängig (nur dem Gesetz unterworfen). Zuständig für disziplinarrechtliche und dienstrechtliche Fragen seiner Mitglieder ist das Dienstgericht des Bundes.

## Strukturentwicklung
Bis zum 31. Dezember 2016 waren dem Bundesrechnungshof Prüfungsämter des Bundes nachgeordnet. Sie gingen 1998 aus den ehemaligen Vorprüfungsstellen des Bundes hervor. Zum 1. Januar 2017 trat eine Strukturreform innerhalb des Bundesrechnungshofes in Kraft. Die Prüfungsämter wurden aufgelöst und in den Bundesrechnungshof integriert. Damit wurde eine Hierarchieebene abgeschafft. Die Anzahl der Prüfungsabteilungen und Prüfungsgebiete blieb unverändert. Die Prüfungsabteilungen sind nun jedoch stärker als bisher auf wesentliche Politikfelder ausgerichtet. Neben seinem Sitz in Bonn verfügt der Bundesrechnungshof über Außenstellen in Berlin und Potsdam.

## Informationspflichten
Das Informationsfreiheitsgesetz (IFG) gilt für die Prüfungs- und Beratungstätigkeit des Bundesrechnungshofes nicht. Vielmehr ist der Zugang zu Prüfungsunterlagen des Bundesrechnungshofes in § 96 Absatz 4 Bundeshaushaltsordnung (BHO) spezialgesetzlich geregelt: durch das Gesetz zur Änderung des Finanzausgleichsgesetzes und der Bundeshaushaltsordnung. § 96 Absatz 4 BHO trat am 19. Juli 2013 in Kraft (Bundesgesetzblatt Teil I vom 18. Juli 2013).
Danach ist der Zugang zu den vom Bundesrechnungshof zur Prüfungs- und Beratungstätigkeit geführten Akten vollständig ausgeschlossen (§ 96 Absatz 4 Satz 3 BHO). Kritiker bemängeln dies. Sie sehen darin eine Abkehr von dem eigentlich für alle Behörden geltenden Prinzips der Informationsfreiheit. So habe der Gesetzgeber mit § 96 Absatz 4 BHO die Pflicht zur Veröffentlichung der Akten des Bundesrechnungshofes zurückgenommen. Der Verwaltungsrechtler Friedrich Schoch bemängelte, das Zustandekommen der Bereichsausnahme sei nicht verfassungsmäßig gewesen.
Der Gesetzgeber begründete die Regelung mit dem Schutz der Prüfungs- und Beratungstätigkeit des Bundesrechnungshofes und der parlamentarischen Finanzkontrolle. Zu diesem Zweck trennt § 96 Absatz 4 BHO die Prüfung vom Ergebnis. Zum Schutz eines ungehinderten Entscheidungsfindungsprozesses bleibt Dritten der Einblick in die Prüfungs- und Beratungsakten sowie die entsprechenden Akten bei den geprüften Stellen über das Verfahrensende hinaus verschlossen (§ 96 Absatz 4 Satz 3 und 4 BHO). Die entsprechenden Prüfungsergebnisse darf der Bundesrechnungshof erst dann weitergeben, wenn sie abschließend festgestellt sind (§ 96 Absatz 4 Satz 1 BHO). Entsprechendes gilt für Berichte nach § 88 BHO, in die eine Einsichtnahme ebenfalls erst erfolgen kann, wenn sie abschließend vom Parlament beraten wurden (§ 96 Absatz 4 Satz 2 BHO).
Die Entscheidung über die Auskunftserteilung zu abschließend festgestellten Prüfungsergebnissen ist in das Ermessen des Bundesrechnungshofs gestellt. Der Gesetzgeber hat danach vorgegeben, dass der Bundesrechnungshof über jedes Auskunftsbegehren zu einem abschließend festgestellten Prüfungsergebnis im Einzelfall entscheidet. Bei der Entscheidung über die Herausgabe hat der Bundesrechnungshof insbesondere abzuwägen, ob die Entscheidung dem Transparenzgedanken ausreichend Rechnung trägt, und ob sie sich auf die Arbeit des Bundesrechnungshofes oder auf die parlamentarische Budgetkontrolle nachteilig auswirkt oder ob andere öffentliche oder private Belange dem Informationsbegehren entgegenstehen. Auf diese Weise wird Verwaltungshandeln nicht nur gegenüber dem Deutschen Bundestag, sondern auch für den Bürger transparent.
Die wesentliche Bedeutung des § 96 Absatz 4 BHO liegt dem Oberverwaltungsgericht NRW zufolge darin, die Rechnungsprüfung im Interesse einer effektiven externen Finanzkontrolle zu gliedern in einen nichtöffentlichen Teil, der erst mit dem abschließend festgestellten Prüfungsergebnis endet, und den sich gegebenenfalls anschließenden öffentlichen Teil.

## Die Bemerkungen
In seinen jährlich im Herbst und im Frühjahr des Folgejahres erscheinenden Bemerkungen zur Haushalts- und Wirtschaftsführung des Bundes fasst der Bundesrechnungshof in Form eines Berichtsbandes zahlreiche Prüfungsergebnisse zusammen (§ 43 PO-BRH). Dieser Jahresbericht kann sowohl das letzte Haushaltsjahr, als auch vorherige umfassen. Diese Publikation ist häufig Grundlage kritischer Berichterstattung in der Presse.
Die Bemerkungen schaffen neben der vom Bundesministerium der Finanzen erstellten Haushaltsrechnung und Vermögensrechnung die Grundlage für die Entlastung der Bundesregierung durch den Deutschen Bundestag und den Bundesrat. Daneben unterstützen sie den Deutschen Bundestag bei seiner Kontrolle des Haushaltsvollzugs und beraten ihn in haushalts- und finanzwirksamen Fragen (§ 43 Abs. 1 PO-BRH).
Die Bemerkungen sind im Allgemeinen sehr sachlich und konkret gehalten und weisen ohne Umschweife oder Schönungen auf aufgedeckte Probleme hin. In dieser Herangehensweise wirken sie gelegentlich schonungslos, bzw. sarkastisch oder zynisch.
Der Bundesrechnungshof nennt in den Bemerkungen auch nicht rein monetär basierte Prüfungsergebnisse: 2006 z. B. bemängelte er die dünne Personaldecke und mangelhafte IT-Ausstattung von Zollstellen an Flughäfen.

## Leitung
Der Präsident und Vizepräsident des Bundesrechnungshofes werden auf Vorschlag der Bundesregierung vom Deutschen Bundestag und vom Bundesrat für eine zwölfjährige Amtszeit gewählt. Eine Wiederwahl ist ausgeschlossen.

### Präsidenten
- 1950–1956: Josef Mayer
- 1957:–0000 Heinz Maria Oeftering
- 1957–1963: Guido Hertel
- 1964–1971: Volkmar Hopf
- 1971–1978: Hans Schäfer
- 1978–1985: Karl Wittrock
- 1985–1993: Heinz Günter Zavelberg
- 1993–2001: Hedda von Wedel
- 2002–2014: Dieter Engels
- 2014–0000: Kay Scheller

Der Präsident ist in die Besoldungsgruppe B 11 eingruppiert.

### Vizepräsidenten
- 1950–1955: Erwin Meyer
- 1957–1959: Alfred Rausch
- 1961–1969: Georg Bretschneider
- 1969–1983: Josef Selbach
- 1983–1985: Heinz Günter Zavelberg
- 1985–1996: Ernst Heuer
- 1996–2002: Dieter Engels
- 2002–2011: Norbert Hauser
- 2013–2025: Christian Ahrendt
- seit 2025: N. N.

Der Vizepräsident ist in die Besoldungsgruppe B 9 eingruppiert.

## Gebäude in Bonn
Der Bundesrechnungshof ist im Zuge des Regierungsumzuges nach Berlin im Jahr 2000 von Frankfurt am Main in das Gebäude des ehemaligen Bundesministeriums für Post- und Fernmeldewesen in Bonn umgezogen. Bis dahin war das Auswärtige Amt Nutzer des Gebäudes. Das Gebäude steht unter Denkmalschutz.
Das 1949 in Frankfurt am Main gegründete Bundesministerium für Angelegenheiten des Fernmeldewesens (1. April 1950 in das Bundesministerium für das Post- und Fernmeldewesen umbenannt) verlagerte seinen Sitz nach Bonn, nachdem die Stadt zum Regierungssitz bestimmt worden war. Dort kam es u. a. zunächst im Bonner Stadthaus und im Fernmeldeamt am Bottlerplatz unter. Aufgrund des Platzmangels plante die Bonner Stadtverwaltung dessen Umzug in ein Zwischenquartier aus Baracken. Der damalige Postminister Hans Schuberth konnte jedoch einen großen Neubau für sein Ministerium durchsetzen.
Die Genehmigung für den Neubau des Bundespostministeriums war die erste für eine Oberste Bundesbehörde in Bonn. Der Neubau wurde auf einem alten Fabrikgelände errichtet, das auf der heutigen Adenauerallee, früher Koblenzer Straße, liegt.
Das Gebäude wurde von Mai 1953 bis November 1954 unter Verantwortung der dem Ministerium nachgeordneten Oberbaudirektion nach den Plänen des Architekten Oberpostdirektor Josef Trimborn gebaut.
Das Gebäude wurde mit Rücksicht auf das Provisorium des Bundessitzes Bonn sehr nüchtern und eher konservativ gehalten. Der Preis für den Kubikmeter umbauten Raum ohne Betriebseinrichtungen lag bei durchschnittlich 67 Deutsche Mark.
Trimborn orientierte sich bei der Art und der Höhe des vierflügeligen Gebäudes an den beiden Straßenfluchten aus den Maßverhältnissen der damaligen Koblenzer Straße. Das Gebäude integrierte er so zum einen in das geschlossene Stadtbild. Zum anderen stellte er damit auch eine Raumbeziehung zum Garten des benachbarten Moritz-Arndt-Hauses her und erreichte einen Anschluss an die Zeilenbebauung der damaligen Koblenzer Straße.

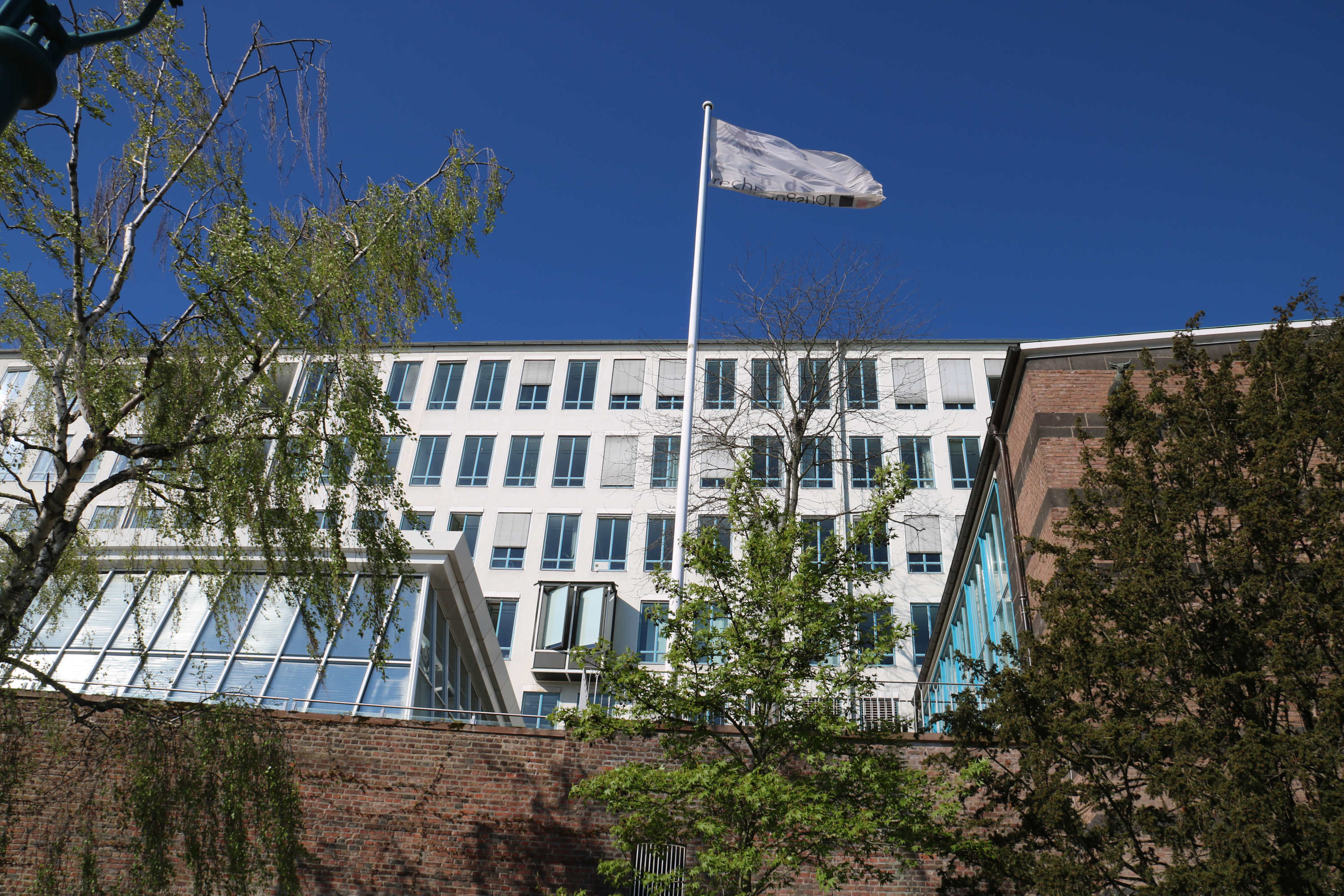
Blick von der Rheinseite aus auf die Rückseite des Bundesrechnungshofes

Den hinteren Teil oberhalb der Rheinpromenade (Rheintrakt) baute er ins fallende Gelände und stimmte diesen auf das Gesamtbild der damaligen Uferbebauung ab. Daher hatte der Rheintrakt zunächst fünf Obergeschosse und ein Untergeschoss, während die Vorderseite und die Seitenflügel des Gebäudes dreigeschossig sind. Der Rheintrakt schließt rechts mit einem Saalanbau aus Basaltlava und Backstein ab. Der Saalanbau bildet eine optische Linie mit einem in die Böschungsmauer eingeschnittenen und aus Stein gebauten Pavillon. Der Saalbau unterscheidet sich mit seiner rötlichen fensterlosen Steinfassade deutlich von der ansonsten nüchtern wirkenden hell verputzten gleichförmig durchfensterten Fassade des gesamten Gebäudes, ähnelt farblich aber sehr dem Pavillon und der hohen Böschungsmauer.

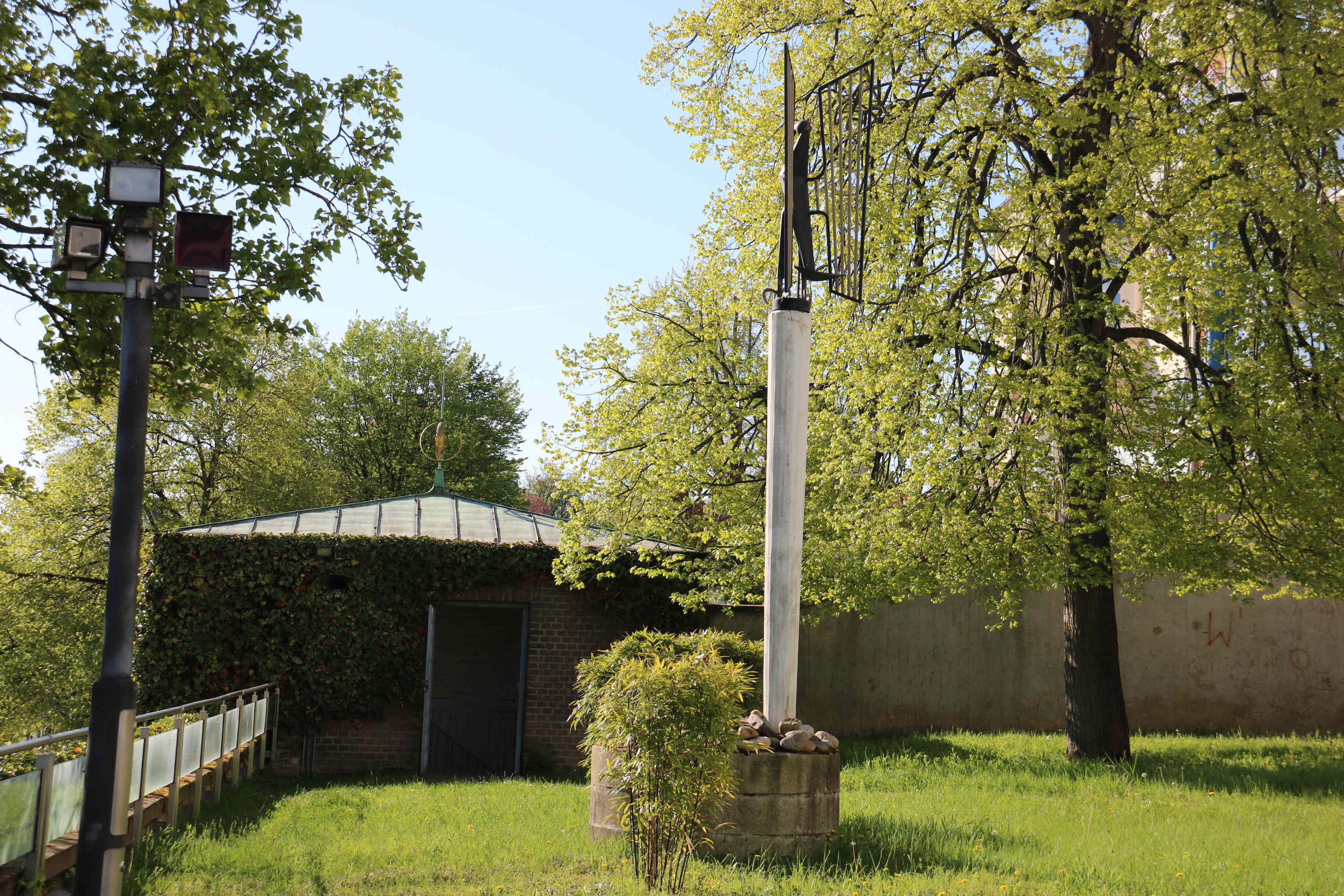
Pavillon

Der Saalanbau und der Pavillon bilden optisch eine Linie und mit ihren farblich ähnlichen Steinfassaden sowie den grünlich schimmernde Zinndächern eine Einheit. In der Mitte der Fassade des Rheintrakts befindet sich ein kleiner Erker. Dieser durchbricht nicht nur die Gleichförmigkeit der Fassade, sondern kennzeichnet das Büro der Präsidentin oder des Präsidenten des Bundesrechnungshofes; damals das des Ministers.
Zu seinen konservativen Elementen zählen die flachgelegten Walmdächer, die Putzfassade, die hochrechteckigen Fenster und deren Einrahmung mit schmalen Putzleisten. Auffällig sind die enganeinandergereihten Fenster, die nicht nur die Fassade optisch auflösen, sondern auch den Eindruck durchlaufender Fensterbänder vermitteln. Diese betonen die Horizontaltendenz des Gebäudes. Die zarten Fensterrahmen aus Metall sind typisch für die 1950er-Jahre. Mit ihrer unverändert leuchtend hellblauen Farbe bilden sie auch heute noch einen Kontrast zu der ansonsten weiß gehaltenen Fassade.

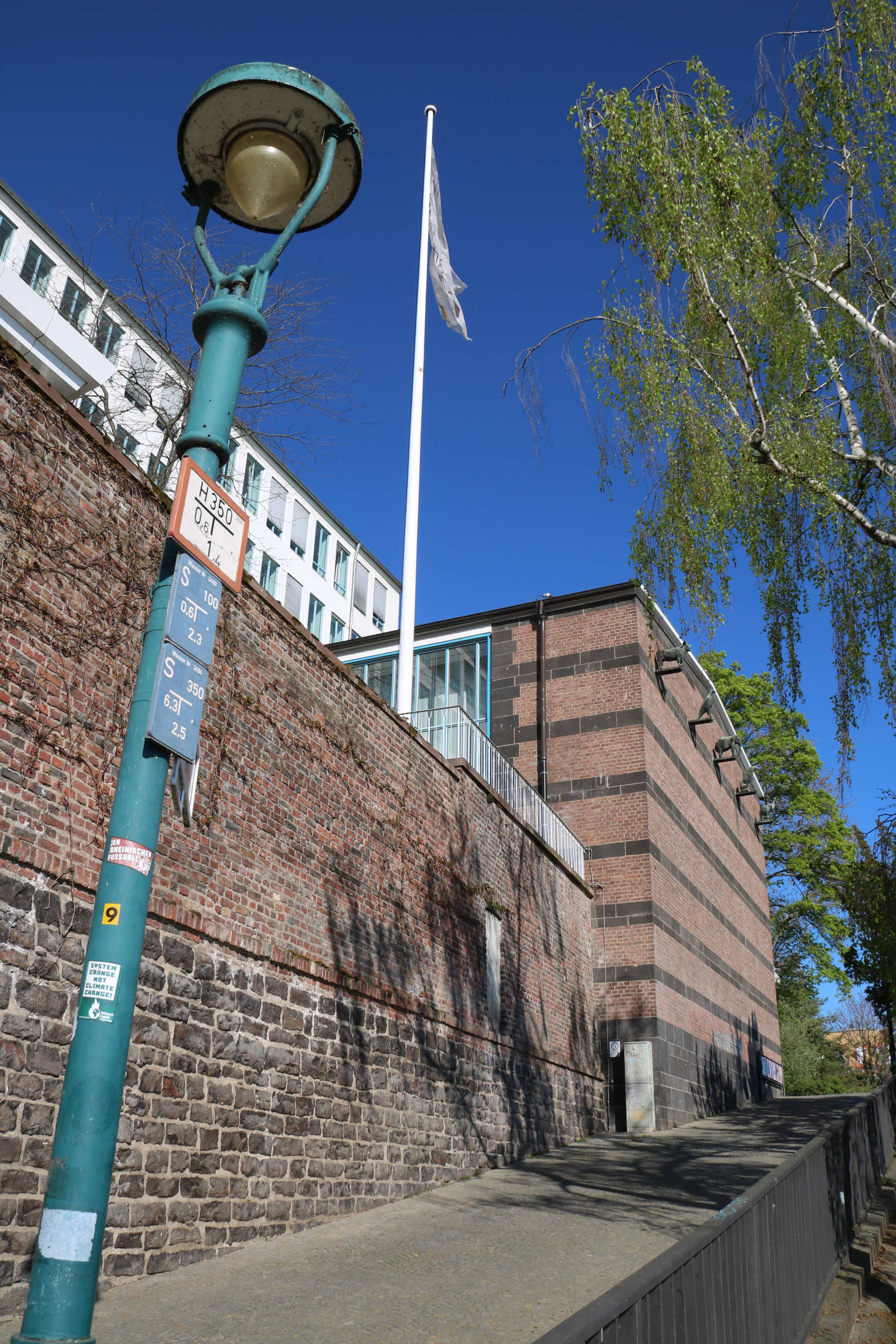
Saalanbau

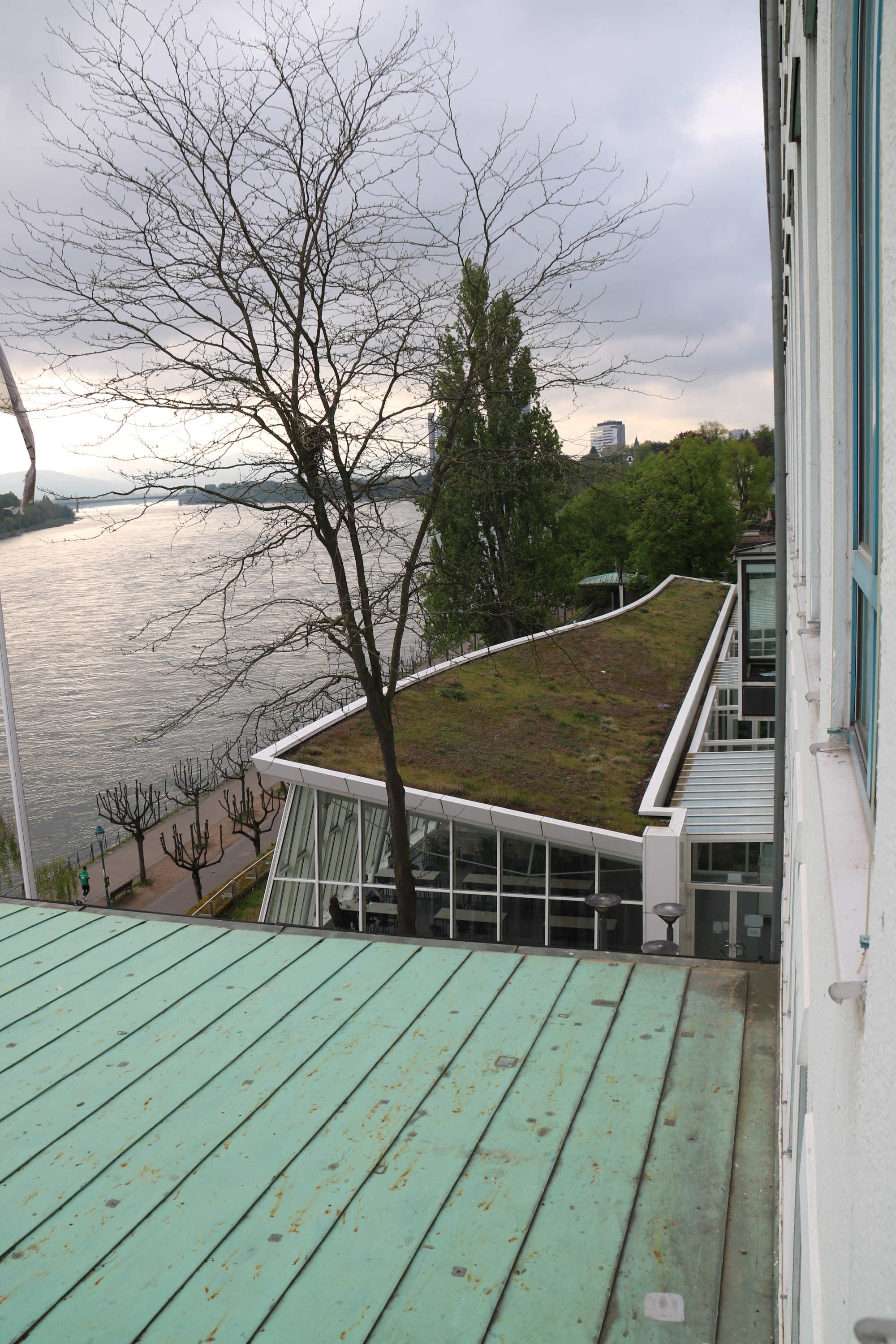
Blick vom Saalanbau bis zum Pavillon

Der Haupteingang des Gebäudes wird von acht gebäudehohen viereckigen schlanken Betonsäulen geschmückt. Durch den Portikus ist der Bau stilistisch einem schlichten, nüchternen Neuklassizismus der 1920er-Jahre zuzuordnen und hat eine Verbindung zu den Bauten der Weimarer Republik. Er ist das auffälligste Element des 80 mal 80 Meter messenden vierflügeligen Gebäudes, dessen Rheintrakt rechts und links etwas über die Seiten des Gebäudes hinausragt. Im Innern umschließen die vier Seiten des Gebäudes einen 53 mal 52 Meter großen lichten Innenhof, der wie die Rheinterrasse und die Außenanlagen von Gartenarchitekt Friedrich Schaub gestaltet wurde. Eine verglaste Brücke verbindet den Gebäudekomplex mit einem an der Adenauerallee gelegenen Ergänzungsbau, den der Bundesrechnungshof heute u. a. als Besucherzentrum nutzt.
1960 wurde der Rheintrakt um ein Obergeschoss aufgestockt, weil das Gebäude für das Bundespostministerium nicht genug Platz bot. Dem Platzmangel konnte damit nicht dauerhaft abgeholfen werden, weshalb in den 1970er-Jahren die Entscheidung fiel, an anderer Stelle einen Neubau für das Bundespostministerium zu errichten und das Gebäude nach einer Generalsanierung an das Auswärtige Amt zu übergeben.
Der Umbau sollte 18 Monate dauern und 35 Millionen Deutsche Mark kosten. Nach einer Diskussion ließen die Bundesbaudirektion und das Auswärtige Amt das historische Gebäude in seinem Volumen weitgehend unverändert. Das Gebäude wurde vor dem Einzug des Auswärtigen Amtes 1988 unter anderem um einen eingeschossigen gläsernen Kasinobau, eine dreigeschossige Tiefgarage und ein Rechenzentrum erweitert. Mit dem Umbau beauftragt war das Architekturbüro Walter von Lom. Weitere Modernisierungen erfuhr das Gebäude vor dem Einzug des Bundesrechnungshofes unter den Auflagen des Denkmalschutzes. Das Architekturbüro Walter von Lom war auch mit diesen Modernisierungen beauftragt.

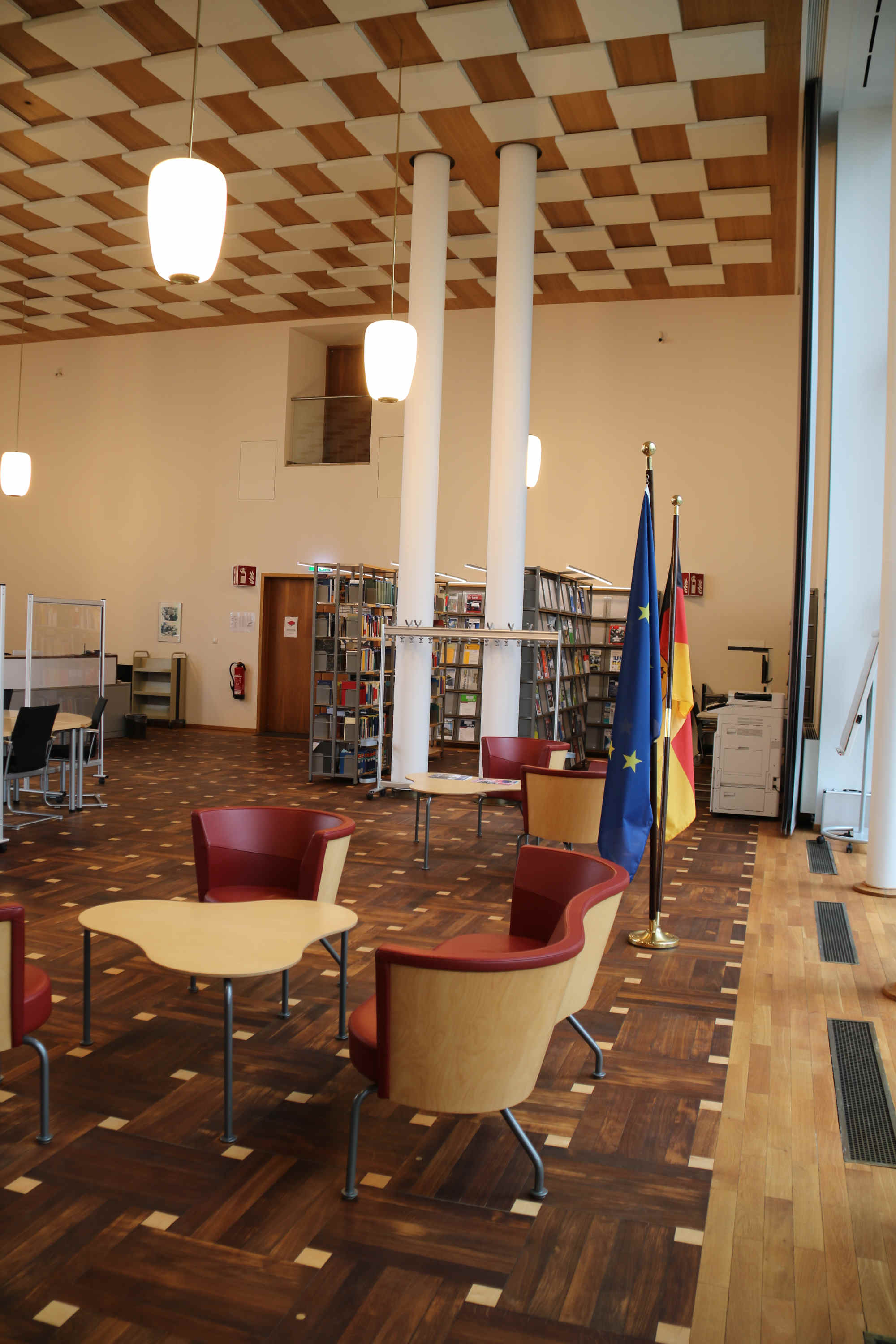
Saalanbau, Blickrichtung Tür

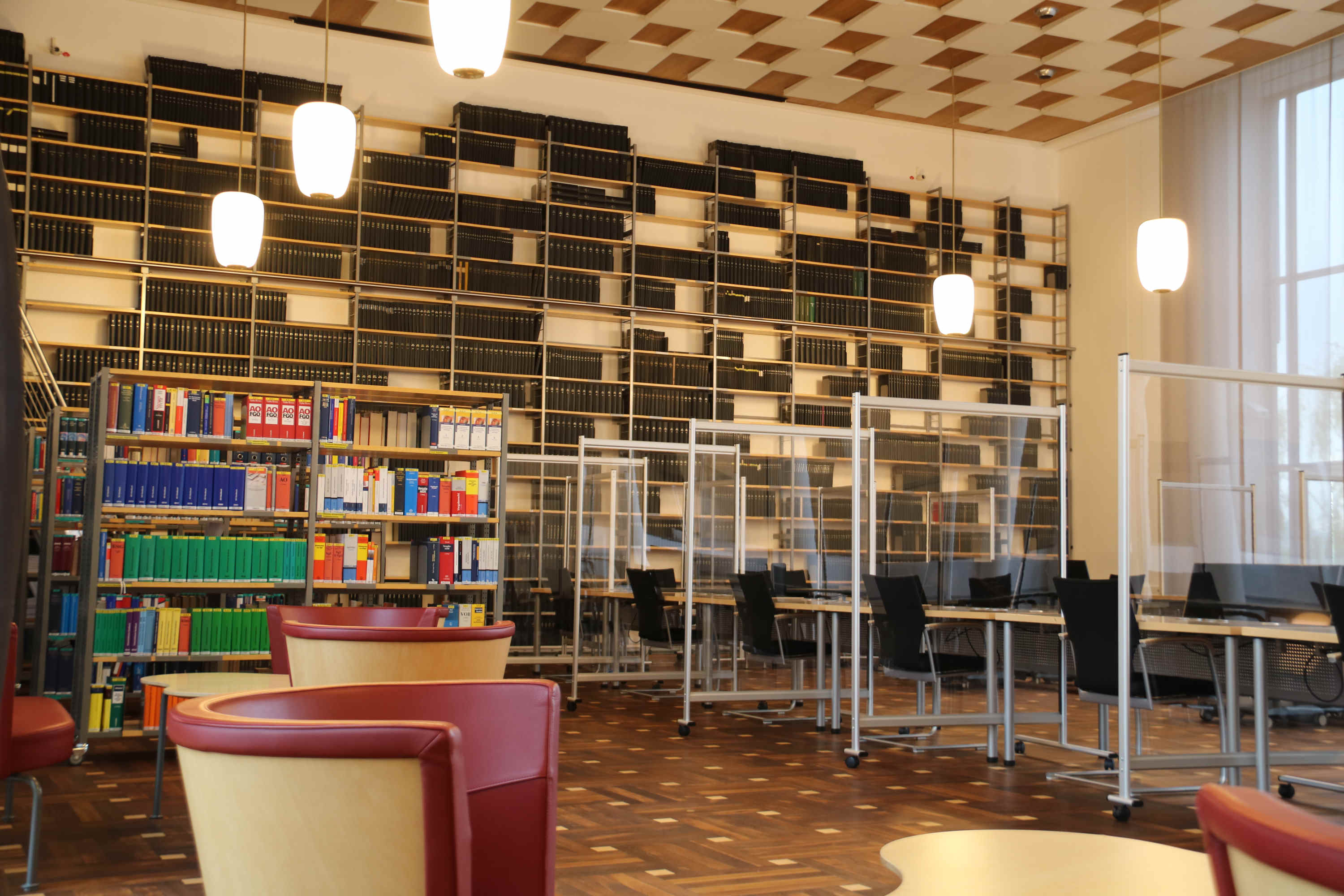
Sitzungs-/Konferenzbereich

Weil das Gebäude zum Rhein hin in das fallende Gelände gebaut wurde, liegen von der Rheinpromenade aus betrachtet der Saalanbau und die Kantine im Erdgeschoss, die Druckerei und weitere Büros, deren Fenster zur Zweiten Fährgasse zeigen, im ersten und der Haupteingang im zweiten Obergeschoss.
Der Saalanbau hat eine aus 1950er-Jahren stammende Deckenkonstruktion und Hängelampen. Ein Foto zeigt den damaligen Bundesminister für Verkehr, Post- und Fernmeldewesen Georg Leber, wie er am 15. Dezember 1971 neben dem damaligen Bundesminister der Verteidigung Helmut Schmidt stehend das Bundeskabinett über die Magnetkissenbahn der Firma Krauss-Maffei informiert. Der Saalanbau wurde lange als Bibliothek genutzt. Vor dem Hintergrund der zunehmenden Digitalisierung des Informationsangebotes steht jedoch jetzt die Nutzung für Veranstaltungen und Sitzungen wie etwa für die des Großen Senats des Bundesrechnungshofes im Vordergrund.

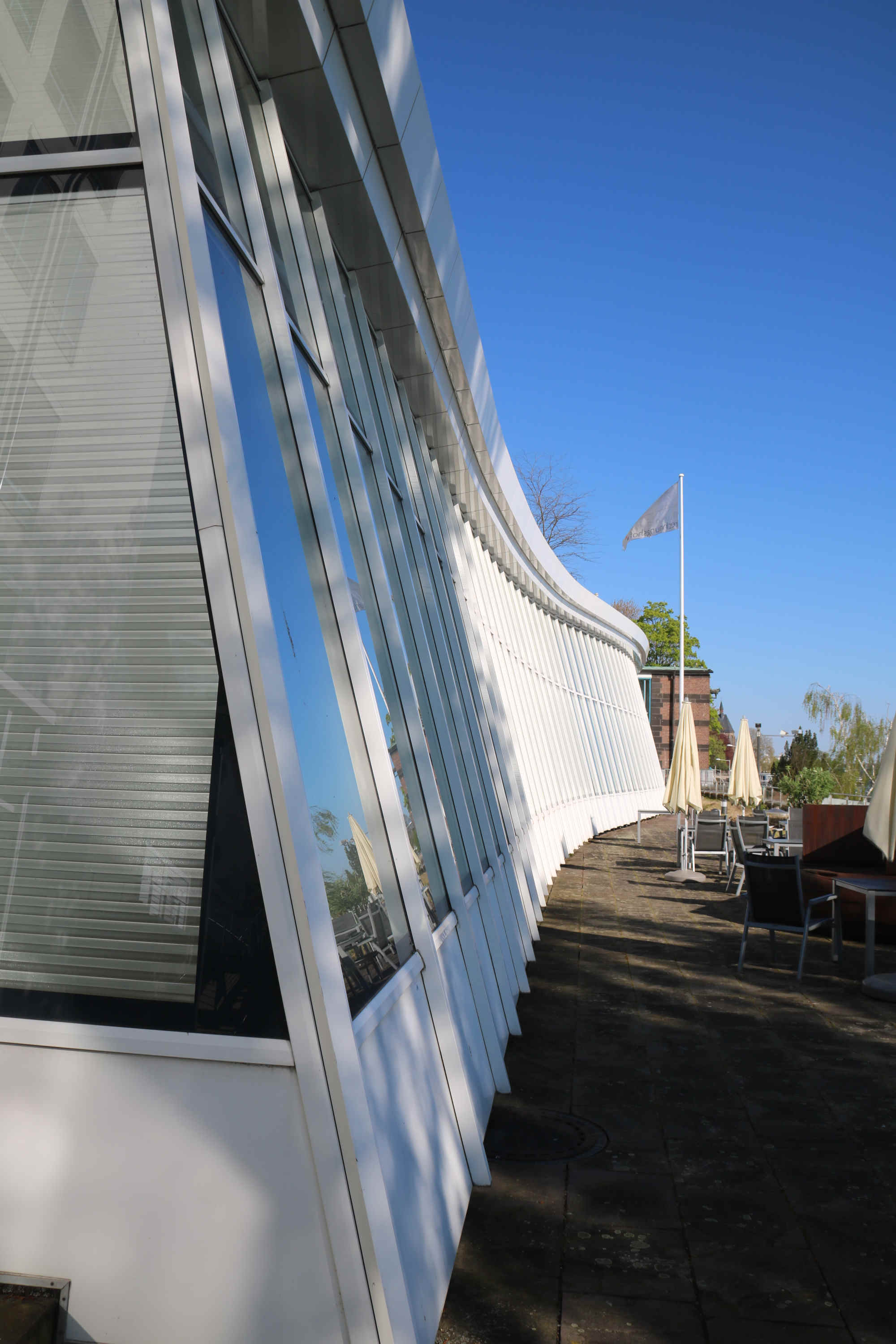
Außenansicht

Im Innenraum der Kantine sind zehn Säulen, die den Raum gliedern, gestaltet von Charles Crodel. Sie sind mit halbrund gebogenen, weißen Detopak-Glaskeramikplatten verkleidet und von messingfarbenen Leuchten umkränzt. Sie zeigen Szenen häuslicher Tätigkeiten, Pflanzen, Blüten und Früchte oder Dinge wie Stühle, Tische, Blumentöpfe, Vogelkäfige und eine Schere. Zudem finden sich auf den Säulen u. a. auch heimische und exotische Tiere, kleine Wiesen- oder große Berglandschaften, Gestirne, ein naives Sonnengesicht sowie ein Heißluftballon.
Der Innenbereich der Kantine mit seinem hellblauen Originalmobiliar, der Sitzecken und der kojenartig gestalteten Holzvertäfelung bildet einen Kontrast zu dem modern möblierten und kühl wirkenden Glasanbau der Kantine.

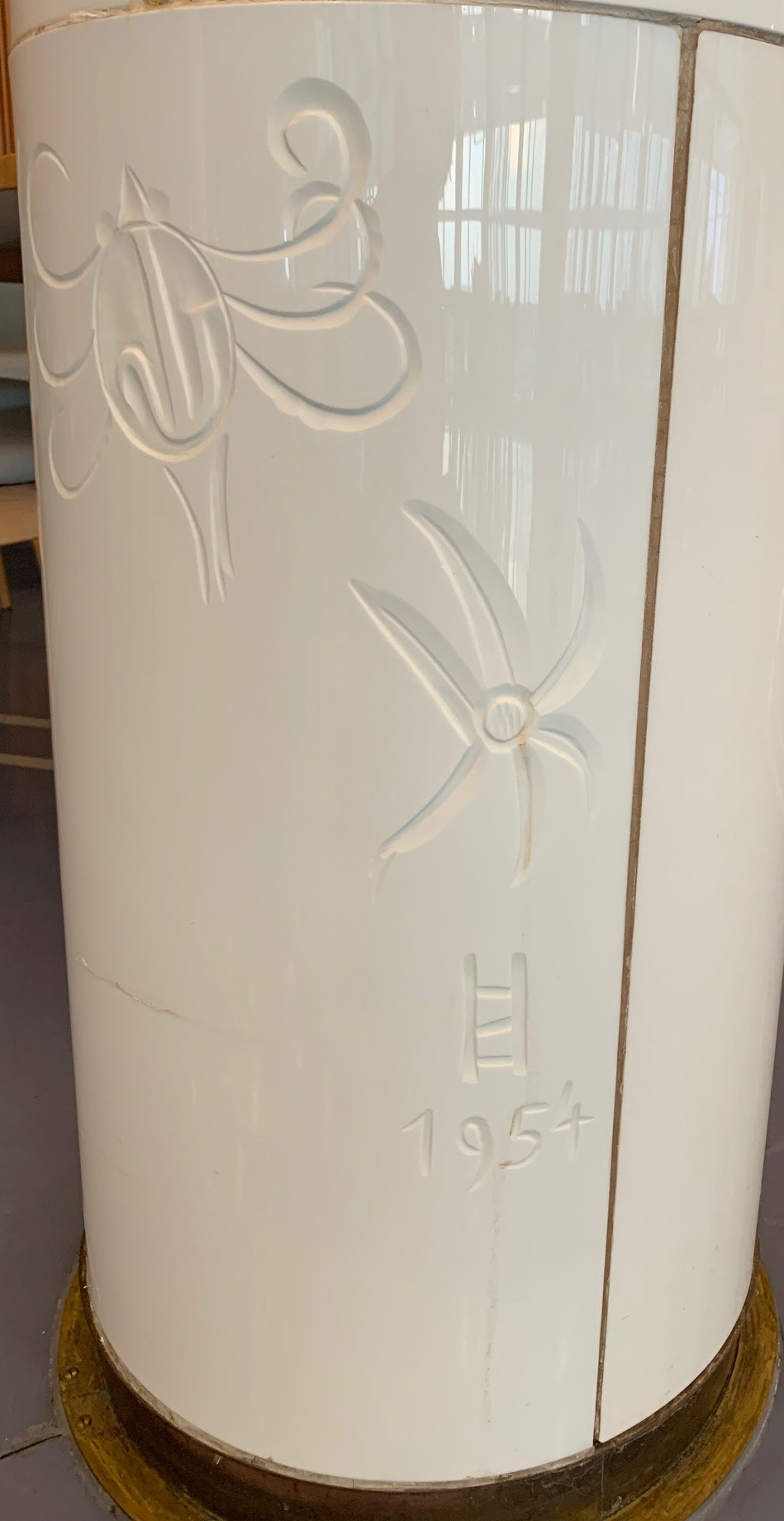
Säule mit Datum

Im Außenbereich des Glasanbaus der Kantine findet sich eine Cortenstahl-Skulptur von Heinz-Günter Prager (Doppelkreuz „14/89“) aus dem Jahr 1989. Die Bodenskulptur, die es mit ihrem im Durchschnitt 3,2 Meter messenden scheibenförmigen Zylinder und dem aufgelegten Kreuz hat eine Höhe von 1,3 Meter. Aus dem runden massigen Körper ist ein Kreuz ausgeschnitten, das mit einer leichten Drehung aufgelegt ist. Bei der Skulptur geht es u. a. um das Zusammen- und Entgegenwirken von Masse- und Raumvolumen sowie von vertikalen und horizontalen Bewegungskräften. Der Cortenstahl bildet mit seiner rostbraun-oxidierten Oberfläche einen Kontrast zum Belag der Terrasse aus Naturstein und Glasanbau der Kantine.
Im Innenhof des Bundesrechnungshofes steht eine 1945 von Gerhard Marcks entworfene Plastik aus Bronze mit dem Titel „Soldanelle“ (botanische Bezeichnung für Alpenglöckchen), die 1954 aufgestellt wurde. Die mit der Plinthe verschmolzene Figur einer jungen weiblichen Person ist knapp 60 Zentimeter hoch. Von ihr gibt es mehrere Abgüsse. Die Skulptur soll für die in der Nachkriegszeit typische Sehnsucht der Menschen stehen, dass die Welt und die Natur wieder ins Reine kommen.
Der Bildhauer Hans Wimmer war in den 1950er-Jahren mit der Umsetzung von zwei Außenarbeiten für das Gebäude betraut: ein Wappen aus Bronze an der Fassade zur Adenauerallee und fünf naturalistisch ausgeformte Tier-Bronzefiguren. Das Wappen stand seinerzeit für die hoheitliche Aufgabe des Bundespostministeriums. Es befindet sich bis heute am Haupteingang des Gebäudes des Bundesrechnungshofes. Der Rand des Wappens ist u. a. mit A. D. (Anno Domini) und den römischen Ziffern MCMLV versehen, die für das Jahr 1955, dem Einzug des Bundespostministeriums, stehen. In der Mitte des Wappens ist der Bundesadler abgebildet. Die fünf Bronzefiguren Stier, Adler, Elefant, Löwe und Känguru schmücken an Metallstreben hängend die rheinseitig gelegene fensterlose Wand des Saalanbaus, der deswegen auch als Kontinentensaal bezeichnet wird. Die Bronzefiguren stehen für die fünf Kontinente Europa (Stier), Amerika (Adler), Asien (Elefant), Afrika (Löwe), Känguru (Australien). Sie stehen symbolisch für die Aufgabe des damaligen Bundespostministeriums, Deutschland mit der Welt zu verbinden. Mit seiner naturalistischen Tierdarstellungen widersetzte sich Wimmer ebenso wie Marcks den abstrakten Kunsttendenzen in der Nachkriegszeit.
Hinter der breiten Fensterfront über dem Haupteingang befindet sich der große und tageslichtdurchflutete Sitzungssaal. Den Sitzungssaal schmückt eine Art Kölner Decke. Bei dieser sind in die Balkenzwischenfelder dunkelrote Kunststoffplatten eingefügt. Die Türgewände und Türleibungen sind mit Gipsschnittplatten verziert. Die im Sitzungssaal befindlichen Hängelampen sind wie auch die Decke, Türgewände und Türleibungen bis heute original erhalten. Der Sitzungssaal wurde im Juni 2018 in Saal Horst Erb umbenannt.
Im Außenbereich der Terrasse des Glasanbaus der Kantine steht ein Bundesadler, der sehr stark stilisiert ist. Der Bundesadler stand schon in den 1950er Jahren als Kunstwerk in Frankfurt am Main vor dem Gebäude des Bundesrechnungshofes. Mit seiner Ausrichtung – sein Blick weist nach Frankfurt am Main – schafft er eine Verbindung zwischen dem ehemaligen und dem heutigen Standort des Bundesrechnungshofes.
Im Bundesrechnungshof erinnert oberhalb der Haupttreppe der repräsentativen Eingangshalle eine auf Leinwand gezogene raumgreifende Replik an ein Sgraffito des Künstlers Eberhard Schlotter, das sich im Frankfurter Dienstgebäude an einer Wand der Eingangshalle befunden hat.
Das Sgraffito stellt skizzenhaft bedeutende Potsdamer Gebäude dar, die frei auf den verschiedenen Farbfeldern des Untergrundes verteilt sind. Mit diesen Potsdamer Motiven stellt es einen Bezug zum Sitz des damaligen Rechnungshofes des Deutschen Reiches her, der nach Kriegsende in der DDR lag. Der Rechnungshof ist selbst nicht abgebildet. Nachdem sich im Oktober 1953 der damalige Präsident des Bundesrechnungshofes Josef Mayer öffentlich von dem Sgraffito distanzierte, führte Schlotter einige Änderungen durch. Das Sgraffito ist bis heute im Original erhalten und schmückt jetzt eine Wand im Foyer des Kontors 2 der Kornmarkt Arkaden.